# Enoploctenus
Enoploctenus là một chi nhện trong họ Ctenidae.